# Ефект Магнуса
Ефе́кт Ма́гнуса (англ. Magnus effect; нім. Magnusscher Effekt m) — фізичне явище, що виникає під час обертання тіла в потоці рідини (газу), який набігає на нього. З'являється поперечна сила, направлена завжди з тієї сторони тіла, на якій напрям обертання і напрям потоку протилежні, в ту сторону, на якій ці напрями збігаються. Величина сили визначається теоремою Жуковського.
Німецький учений Генріх Густав Магнус 1852 року першим дав фізичне пояснення цьому ефекту.
Ефектом Магнуса пояснюються складні траєкторії польоту м'яча при кручених ударах в спортивних іграх, наприклад у футболі чи тенісі.
З 2010 року в Німеччині, компанією Auerbach Bereederung GmbH, експлуатується вантажне судно E-Ship 1, яке використовує ефект Магнуса.
Об'єкт, що обертається, створює в середовищі навколо себе вихровий рух. З одного боку об'єкта напрямок вихору збігається з напрямом обтічного потоку і, відповідно, швидкість руху середовища з цього боку збільшується. З іншого боку об'єкта напрямок вихору протилежний напрямку руху потоку, і швидкість руху середовища зменшується. З огляду на цю різницю швидкостей виникає різниця тисків, що породжує поперечну силу від тієї сторони тіла, що обертається, на якій напрямок обертання і напрямок потоку протилежні, до тієї сторони, на якій ці напрямки збігаються. Таке явище часто застосовується у спорті, див., наприклад, спеціальні удари: топ-спін та бек-спін, сухий лист у футболі або система hop-up у страйкболі.